# 顏府灰窯

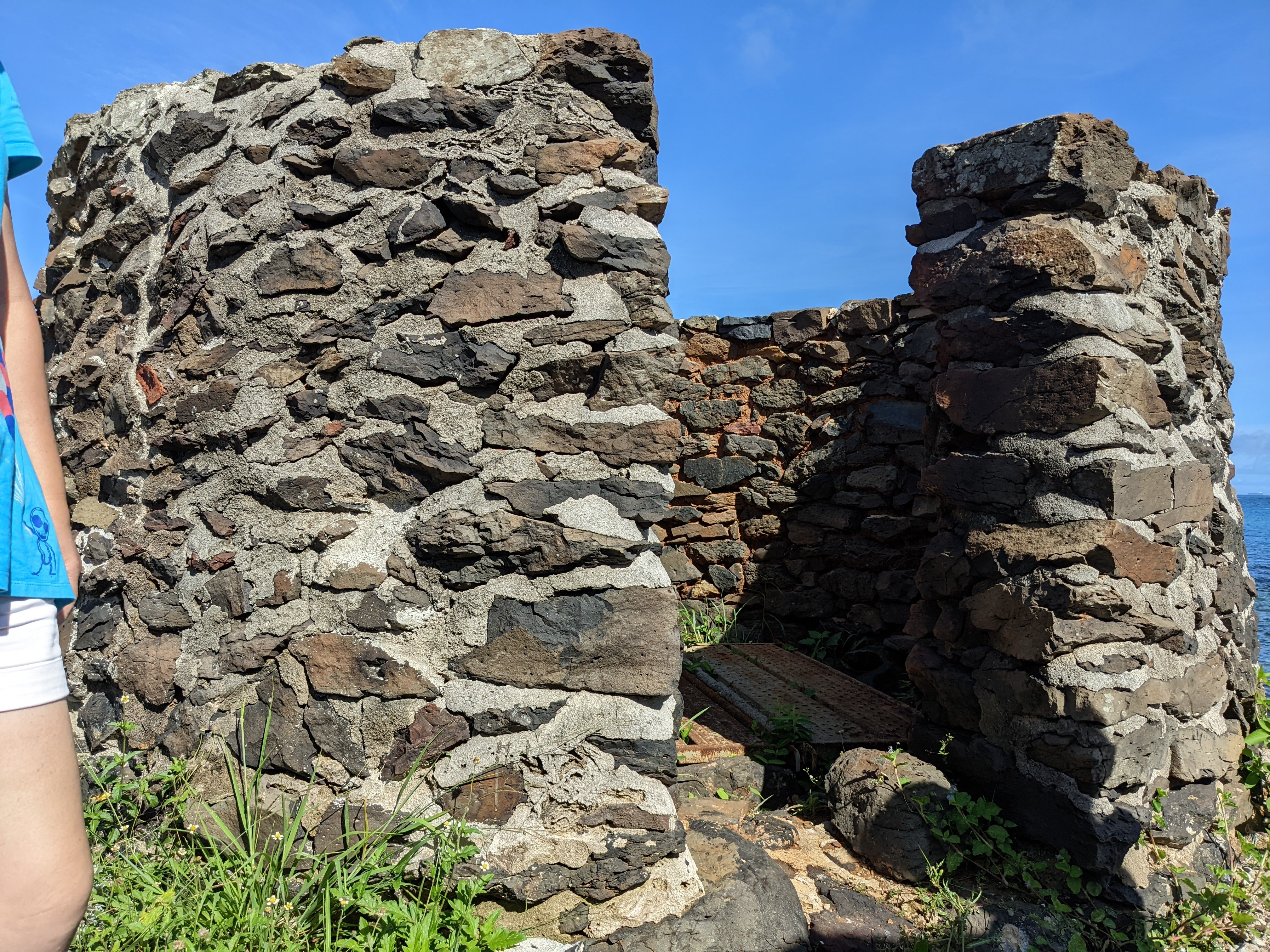
位於中社海堤、魚灶旁的望安花宅顏府灰窯。

顏府灰窯，台灣澎湖縣望安鄉的石灰窯，因位於中社村（花宅），又稱中社灰窯、花宅灰窯，建造持有人顏府，其正式名稱為顏府石灰製造工場。
23°22′15″N 119°29′38″E / 23.370814°N 119.493857°E

## 簡介

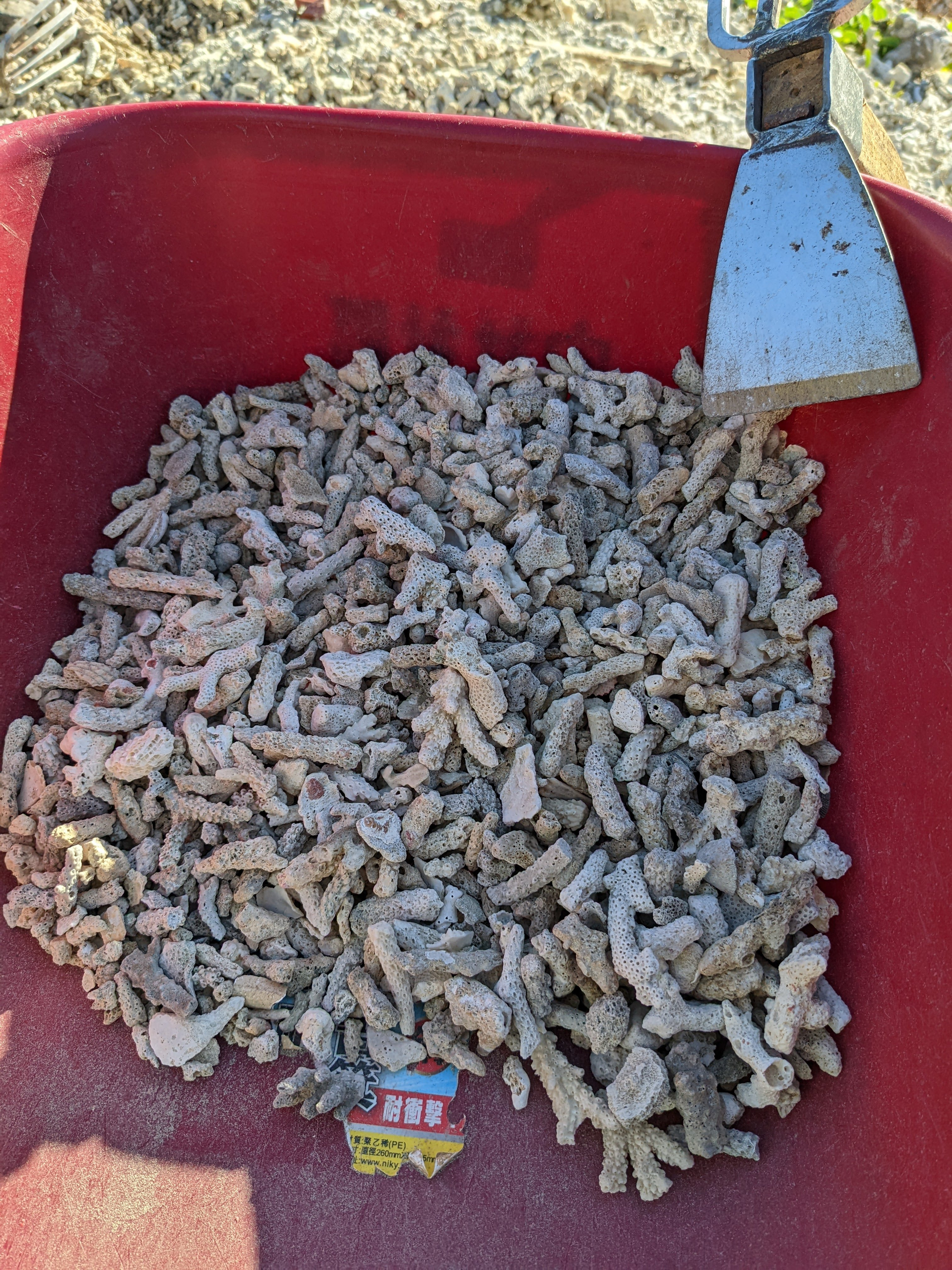
海濱撿拾的砂砱仔。

澎湖的石灰產業可追溯自日治時期，據稱由港仔尾（今湖西鄉許家村）許賀赴台灣本島學習之後，引進燒製石灰的方法，在港仔尾搭建「灰窯腳」，之後青螺、白坑、馬公都陸續有興建灰窯工廠，蓬勃一時。
顏府灰窯由花宅人顏府（1879年－1962年）約於二戰結束之後開辦，開辦確切年代不詳。顏府曾出任日治時期望安庄第12保的保正，主要經營丁香魚的漁業加工，擁有八口鼎的熟魚加工場（顏府魚灶），加工品多販售至臺南。:90-91
顏府的灰窯事業自湖西鄉引進，灰窯與魚灶位置相鄰，座落於花宅灣南岸，灰窯經燒製後可生產石灰，石灰是水泥尚未普及之前，建造房屋、殯葬的重要建材，顏府灰窯供應望安本島建材之外，亦販售至花嶼使用。:90-91
顏府灰窯的事業和魚灶後由養子顏惟接手，其灰窯與魚灶約莫於在1961年、1962年間歇業關閉。

## 原料
因石灰生產原料為珊瑚礁石、貝殼等（俗稱「砱仔」、「砂砱仔」），澎湖四周環海，原物料取得容易，而大部分的灰窯包括望安的灰窯在內，都建置於佈滿珊瑚礁的海濱。:90-91

## 規制
灰窯通常為無頂蓋的圓筒形狀，顏府灰窯圓柱外圈的直徑，經雲林科技大學團隊丈量為 3.7 公尺，內壁的直徑為 2.7 公尺，高度為 2.45 公尺。:106-107
顏府灰窯是無頂部的圓筒形，並以玄武岩堆砌而成，灰窯底部鋪放石塊，鋪成條狀間隔鋪成，形成一高一低的「灶孔舌」，在底端的南北處各開一口通風孔，視季節風向決定開風口，以便風灌入窯內助燃起火；顏府灰窯在圓筒朝東側並未堆疊石塊，留有一寬約 70 公分的出灰口，據稱係供作業人員鏟入砱仔、木炭等燒灰原料，以及鏟出石灰成品使用。:106-107

## 圖輯

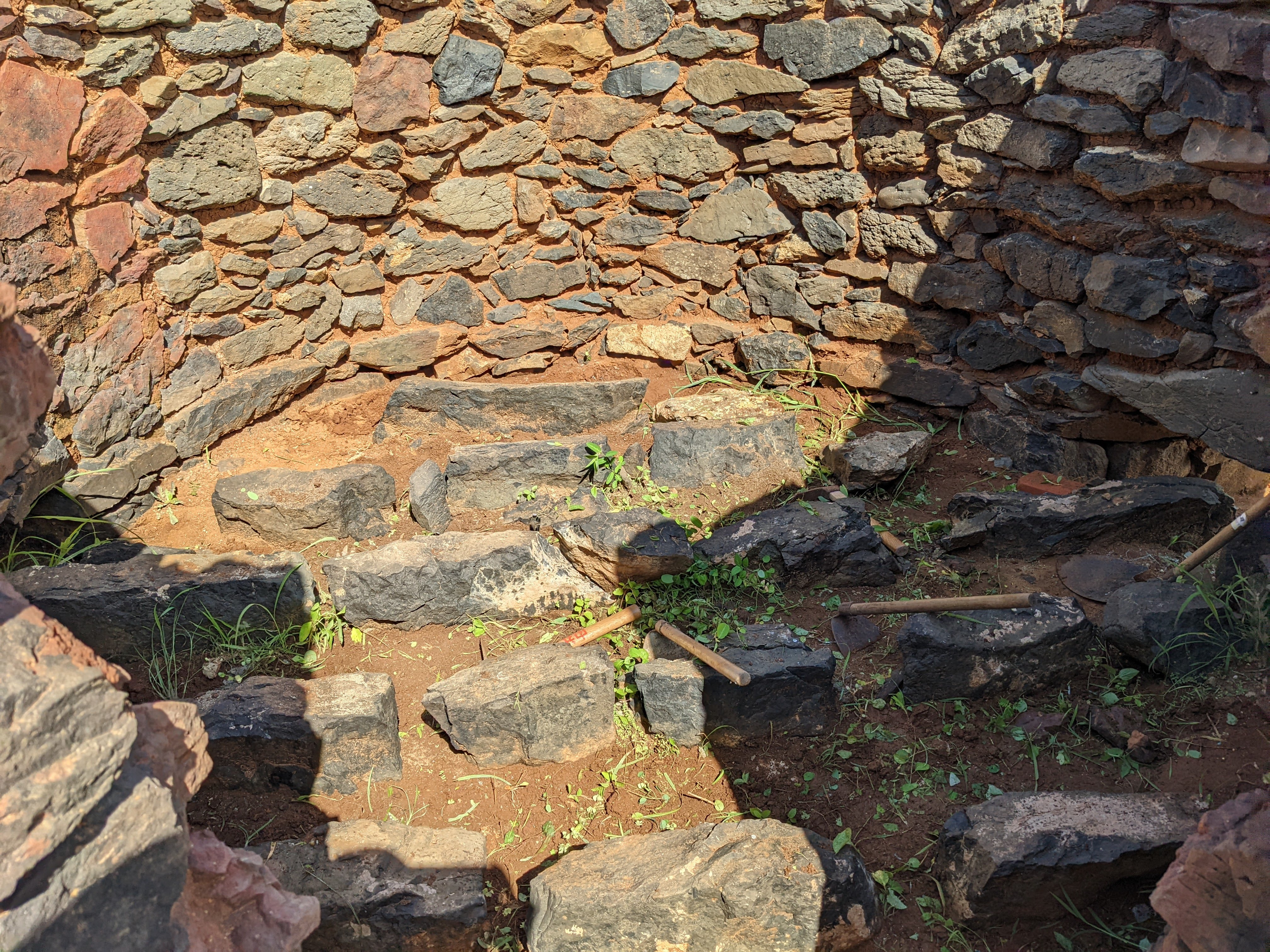
灰窯內部
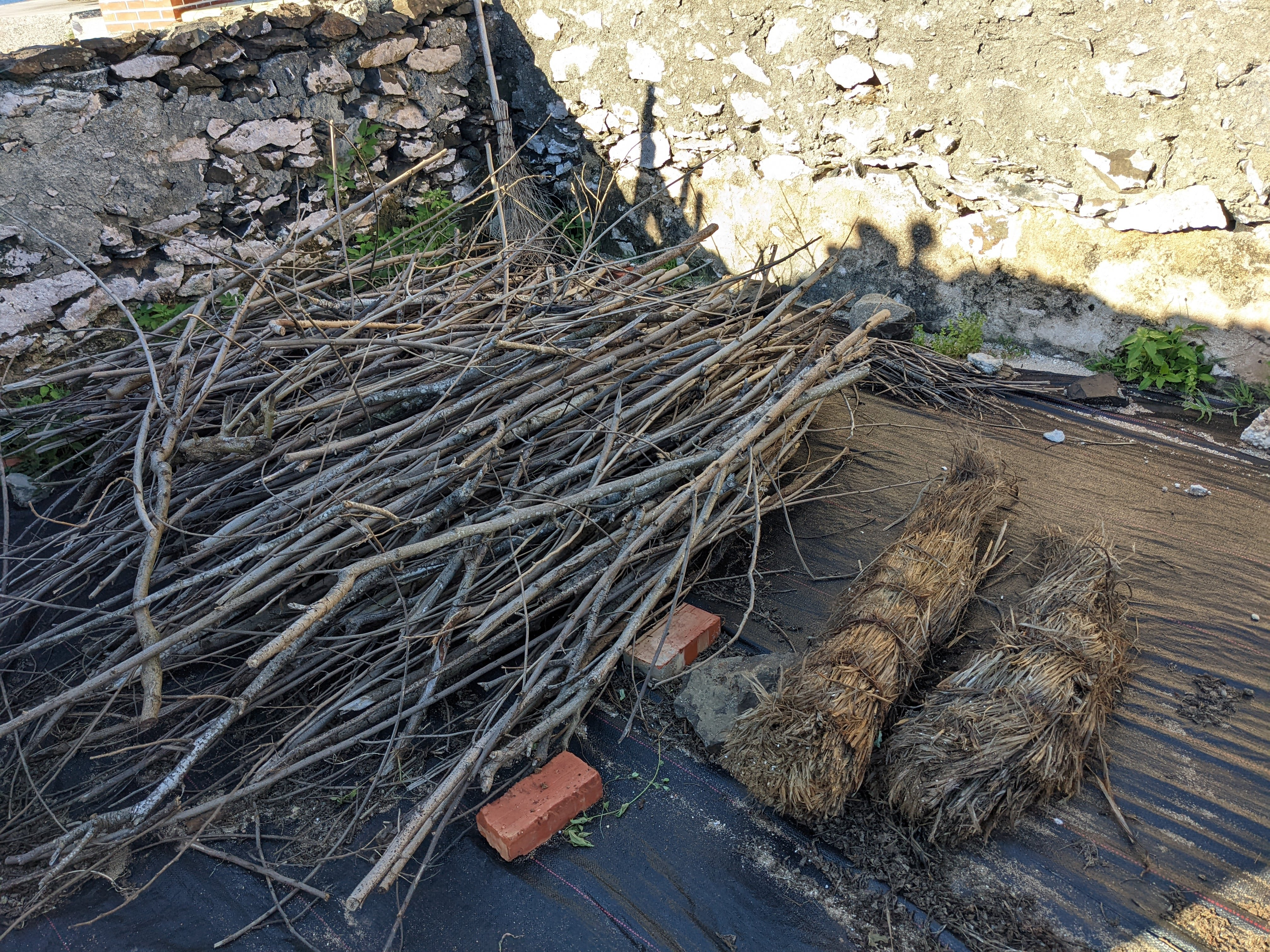
薪柴（銀合歡）
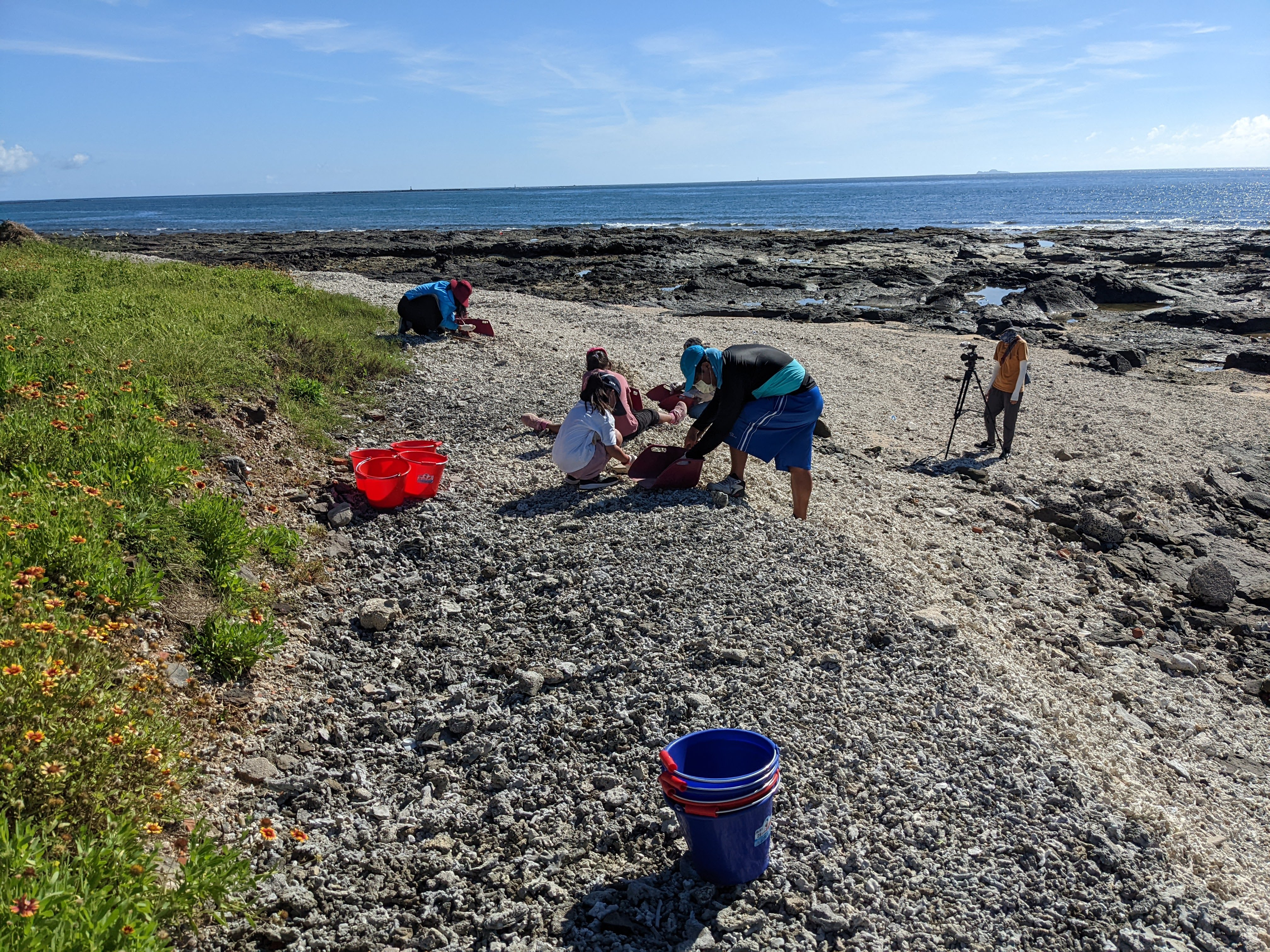
佈滿砱仔的花宅海墘
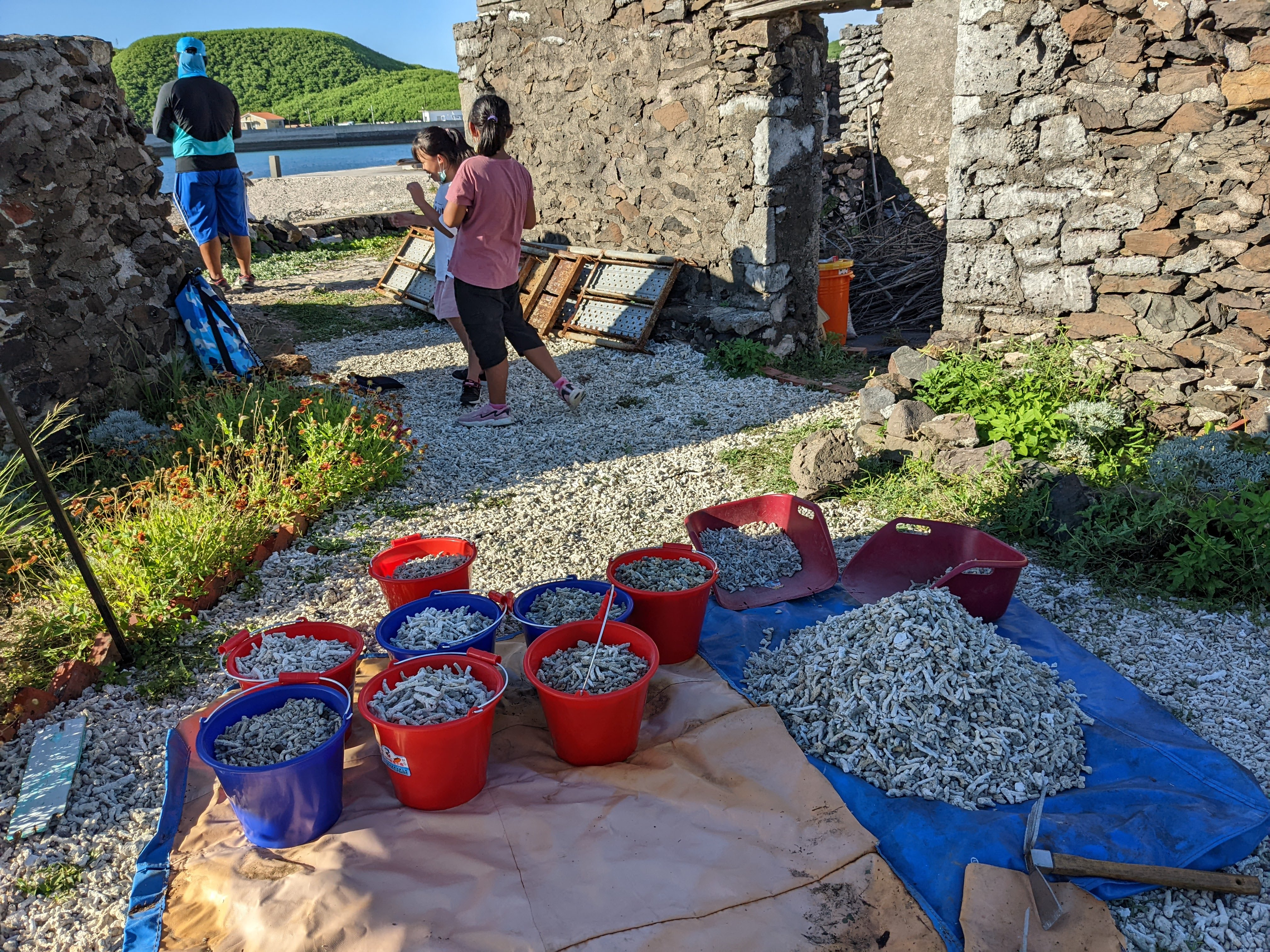
採集砱仔（珊瑚礁碎石）
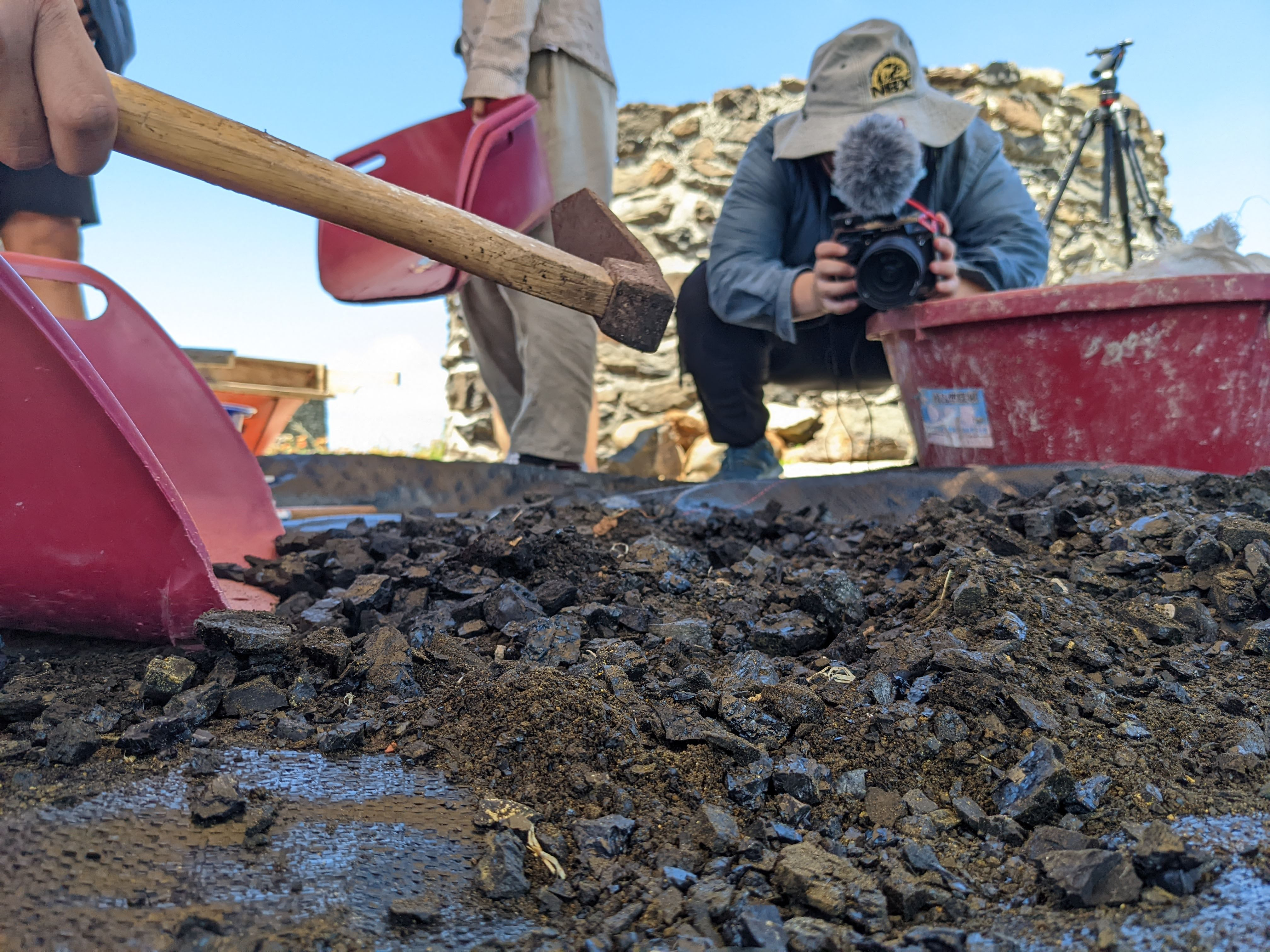
收集細碎木炭
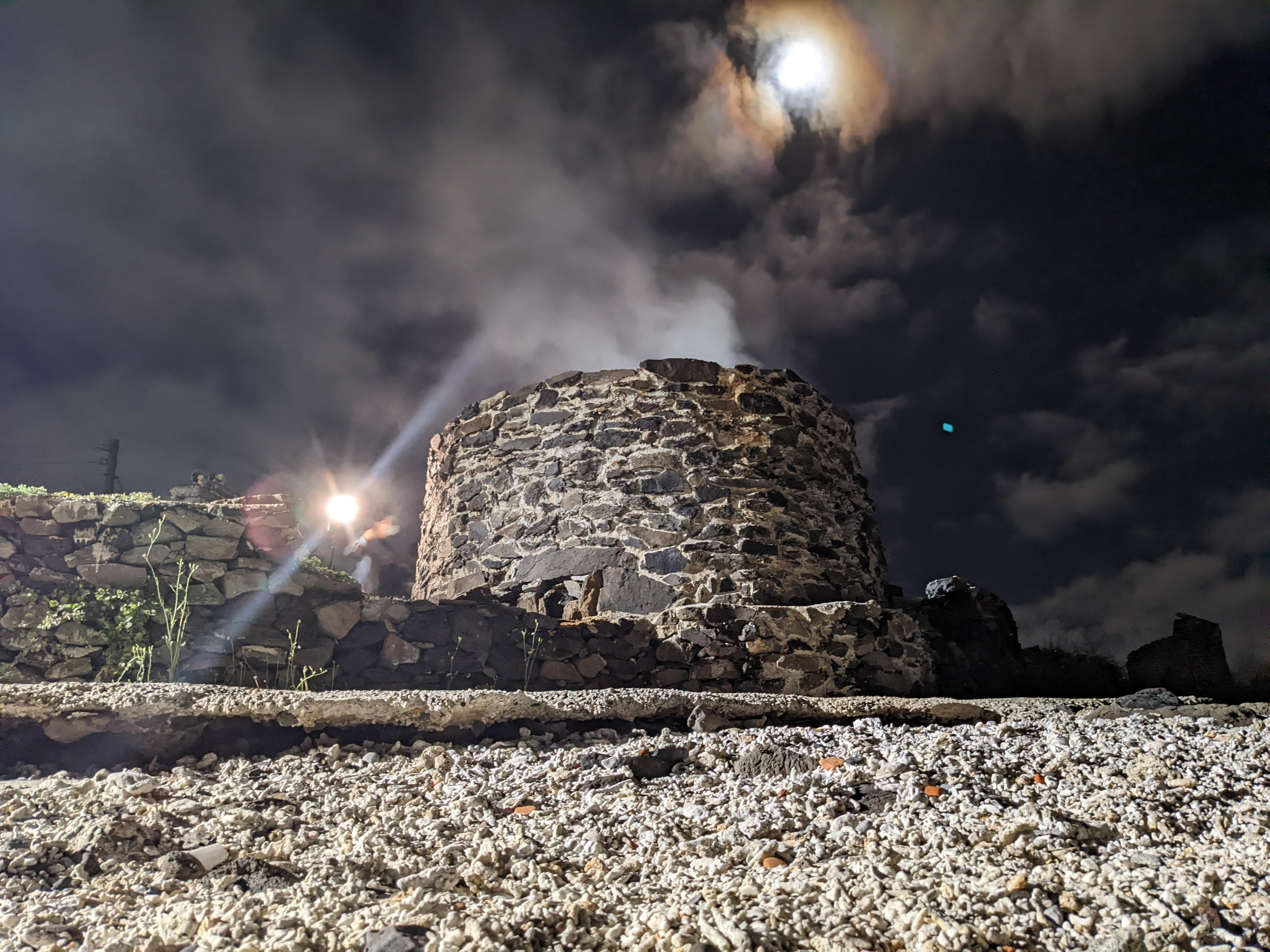
砱仔攪拌木炭後悶燒，靜待白煙熄滅、冷卻
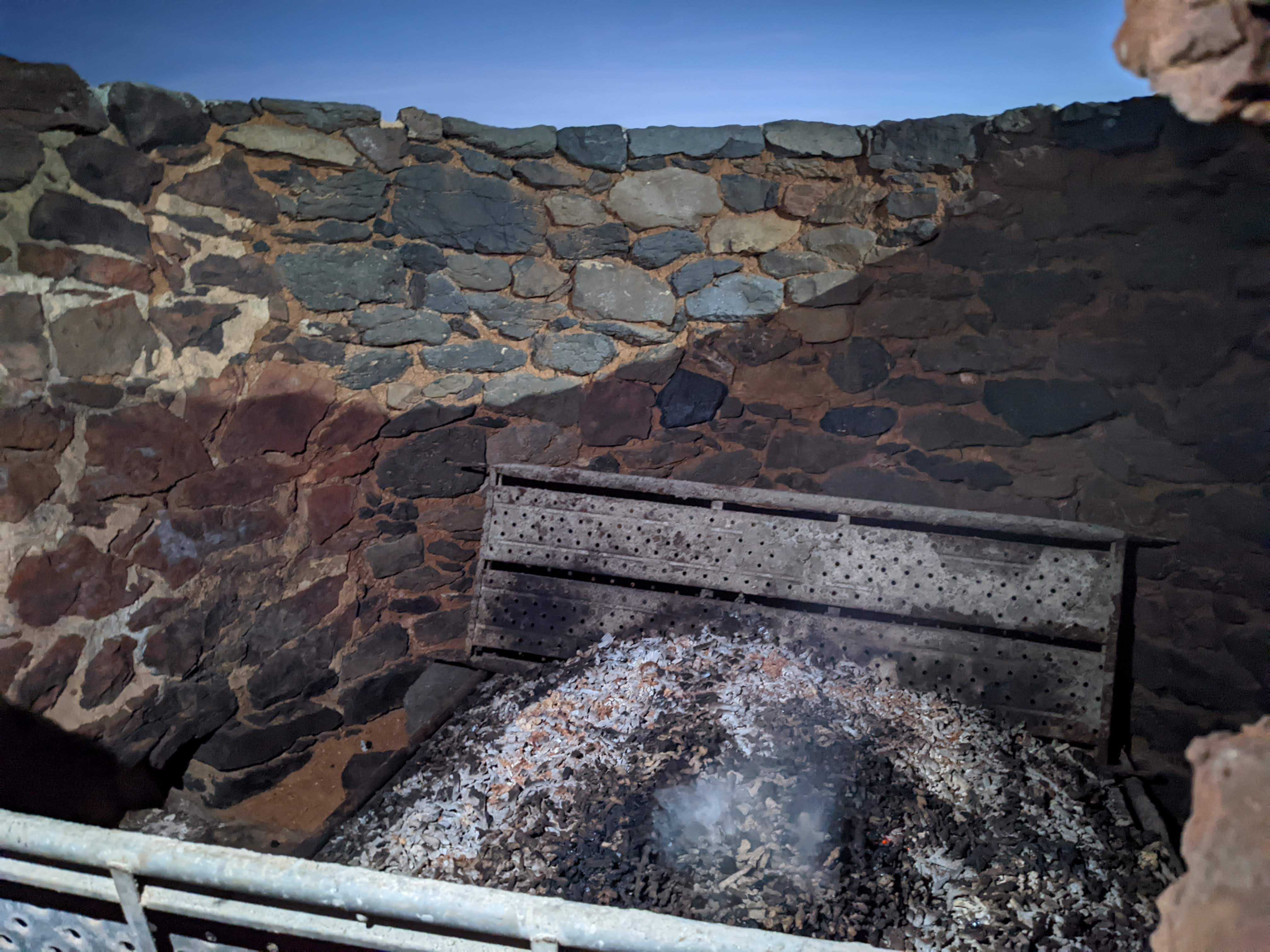
石灰窯內燒製狀況
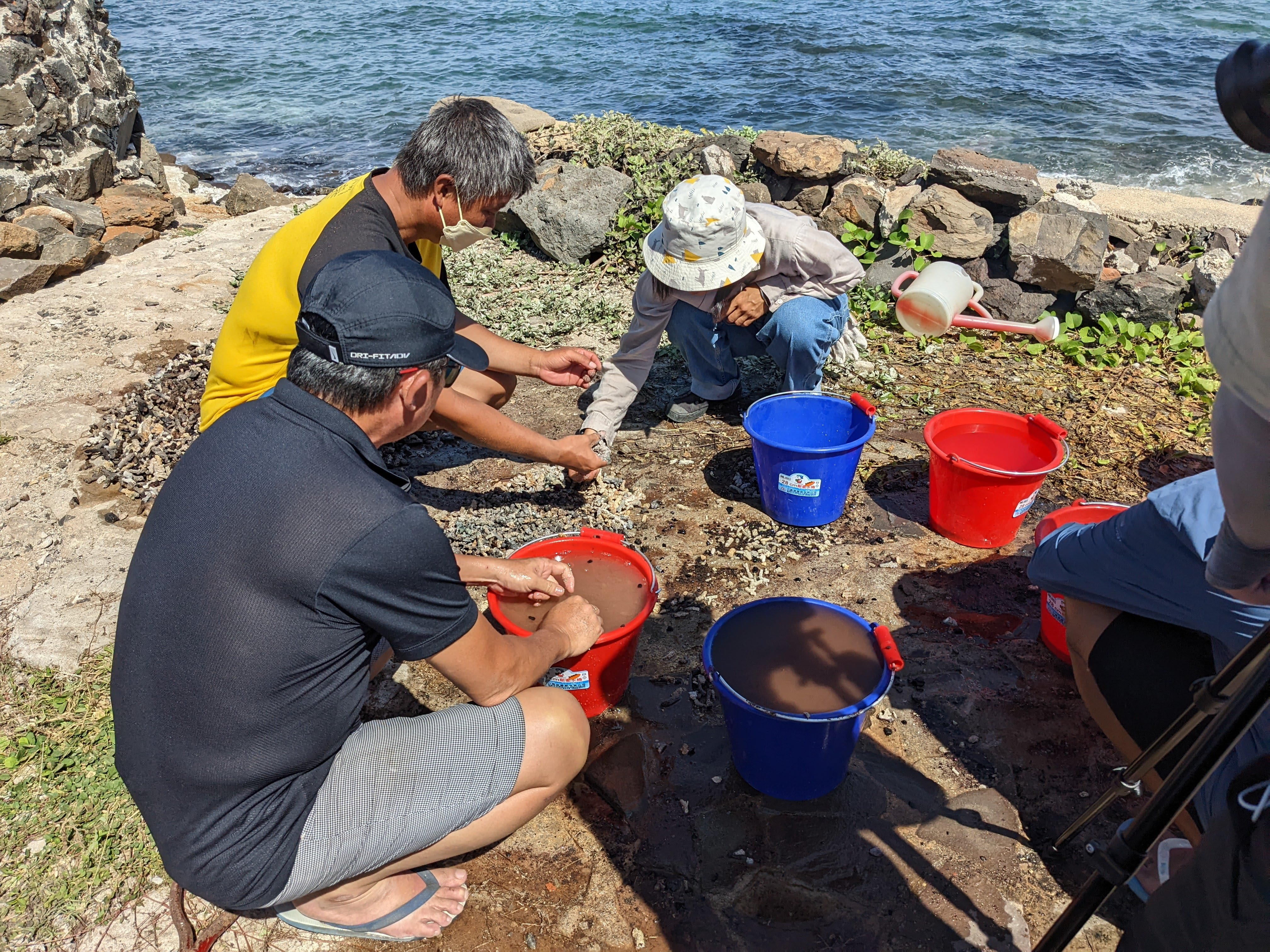
燒製冷卻後砱仔浸水，產生化學作用後即成石灰
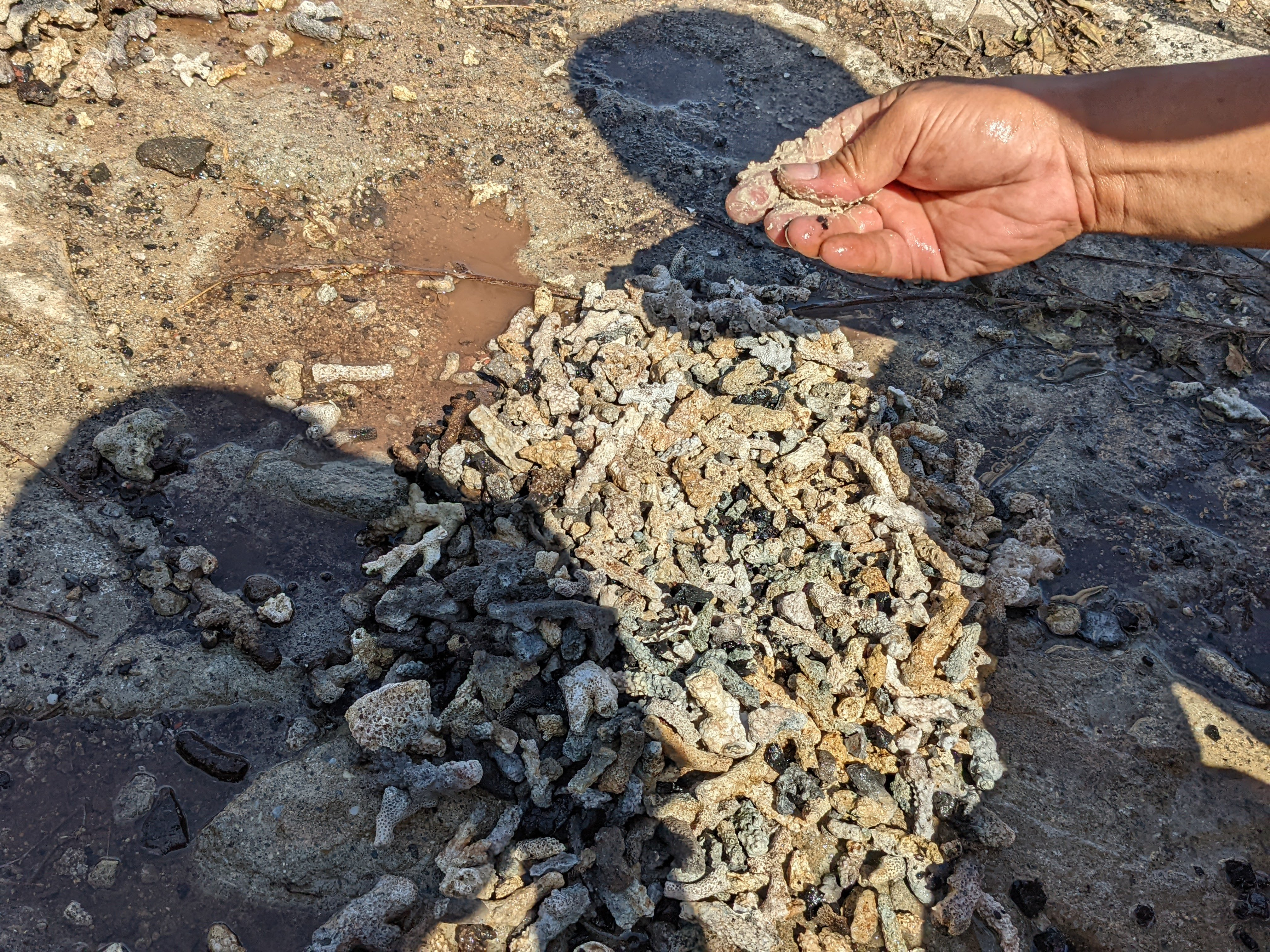
石灰成品